# Saint-Vincent-Sterlanges
Saint-Vincent-Sterlanges és un municipi francès situat al departament de Vendée i a la regió de País del Loira. L'any 2007 tenia 661 habitants.

## Demografia

### Població
El 2007 la població de fet de Saint-Vincent-Sterlanges era de 661 persones. Hi havia 273 famílies de les quals 70 eren unipersonals (33 homes vivint sols i 37 dones vivint soles), 91 parelles sense fills, 87 parelles amb fills i 25 famílies monoparentals amb fills.
La població ha evolucionat segons el següent gràfic:
Habitants censats

### Habitatges
El 2007 hi havia 315 habitatges, 271 eren l'habitatge principal de la família, 19 eren segones residències i 25 estaven desocupats. 306 eren cases i 8 eren apartaments. Dels 271 habitatges principals, 208 estaven ocupats pels seus propietaris, 61 estaven llogats i ocupats pels llogaters i 2 estaven cedits a títol gratuït; 8 tenien dues cambres, 39 en tenien tres, 69 en tenien quatre i 155 en tenien cinc o més. 232 habitatges disposaven pel capbaix d'una plaça de pàrquing. A 126 habitatges hi havia un automòbil i a 123 n'hi havia dos o més.

### Piràmide de població
La piràmide de població per edats i sexe el 2009 era:
| Homes | Edats   | Dones |
| ----- | ------- | ----- |
| 0     | 95 o +  | 4     |
| 0     | 90 a 94 | 0     |
| 12    | 85 a 89 | 16    |
| 0     | 80 a 84 | 12    |
| 12    | 75 a 79 | 4     |
| 8     | 70 a 74 | 8     |
| 12    | 65 a 69 | 28    |
| 8     | 60 a 64 | 4     |
| 28    | 55 a 59 | 20    |
| 20    | 50 a 54 | 24    |
| 20    | 45 a 49 | 24    |
| 32    | 40 a 44 | 28    |
| 0     | 35 a 39 | 20    |
| 32    | 30 a 34 | 16    |
| 16    | 25 a 29 | 16    |
| 28    | 20 a 24 | 12    |
| 36    | 15 a 19 | 12    |
| 16    | 10 a 14 | 4     |
| 24    | 5 a 9   | 12    |
| 28    | 0 a 4   | 20    |

## Economia
El 2007 la població en edat de treballar era de 422 persones, 331 eren actives i 91 eren inactives. De les 331 persones actives 297 estaven ocupades (172 homes i 125 dones) i 33 estaven aturades (7 homes i 26 dones). De les 91 persones inactives 34 estaven jubilades, 24 estaven estudiant i 33 estaven classificades com a «altres inactius».

### Ingressos
El 2009 a Saint-Vincent-Sterlanges hi havia 298 unitats fiscals que integraven 723 persones, la mediana anual d'ingressos fiscals per persona era de 15.803 €.

### Activitats econòmiques
Dels 16 establiments que hi havia el 2007, 1 era d'una empresa de fabricació d'altres productes industrials, 2 d'empreses de construcció, 4 d'empreses de comerç i reparació d'automòbils, 3 d'empreses d'hostatgeria i restauració, 1 d'una empresa immobiliària, 1 d'una empresa de serveis, 1 d'una entitat de l'administració pública i 3 d'empreses classificades com a «altres activitats de serveis».
Dels 7 establiments de servei als particulars que hi havia el 2009, 1 era un taller de reparació d'automòbils i de material agrícola, 1 guixaire pintor, 2 perruqueries, 2 restaurants i 1 saló de bellesa.
Dels 2 establiments comercials que hi havia el 2009, 1 era una fleca i 1 una botiga de mobles.
L'any 2000 a Saint-Vincent-Sterlanges hi havia 11 explotacions agrícoles que ocupaven un total de 252 hectàrees.

## Equipaments sanitaris i escolars
L'únic equipament sanitari que hi havia el 2009 era una ambulància.
El 2009 hi havia 1 escola elemental i 1 escola elemental integrada dins d'un grup escolar amb les comunes properes formant una escola dispersa.

## Poblacions més properes
El següent diagrama mostra les poblacions més properes.